# Raufarhöfn
Raufarhöfn é uma localidade na Islândia. Em 2018 tinha uma população de cerca de 186 habitantes.